# 気仙沼市立南気仙沼小学校
気仙沼市立南気仙沼小学校（けせんぬましりつ みなみけせんぬましょうがっこう）は、宮城県気仙沼市南郷地区にあった市立小学校。平成23年4月現在の児童数は210名。
ユネスコ・スクールに指定されている。

## 特徴
1967年、気仙沼小学校から分離する形で開校。
1学年から6学年まで各2学級の他に、特殊学級のあおぞら、ひまわり学級がある。近くには大川が流れている。そのため、気仙沼市の小学校で一番津波被害が大きかった。
2011年3月11日の東北地方太平洋沖地震の津波の影響で校舎1階が水没、生徒や親など含む400人程が一時孤立した。同月23日には校長室の金庫に保管されていた卒業証書を使って卒業式が行われ、4月の新学期より気仙沼小学校の空き教室で学ぶこととなった。2011年夏以降は日本ユニセフ協会の支援による学童保育施設が気仙沼小学校の校庭に恒久施設として建てられることが発表されている。
2012年3月をもって気仙沼小学校と統合し完全閉校。45年の歴史に幕を下ろし、校舎は解体された。跡地には、2015年3月に同市初の災害公営住宅『市営南郷住宅』が全面完成し、現在（2016年）に至る。

## 出身者
- マギー審司（お笑いタレント、手品師）
- 佐々木莉佳子（アイドル、アンジュルムメンバー）[6]

## 跡地へのアクセス
- 気仙沼線BRT「南気仙沼駅」から徒歩11分